# Saphenophis
Saphenophis is een geslacht van slangen uit de familie toornslangachtigen (Colubridae) en de onderfamilie Dipsadinae.

## Naam en indeling
Er zijn vijf verschillende soorten, de wetenschappelijke naam van de groep werd voor het eerst voorgesteld door Charles William Myers in 1973. De slangen werden eerder aan andere geslachten toegekend, zoals Coronella, Lygophis en het niet langer erkende Dromicus.

## Verspreiding en habitat
De soorten komen voor in delen van Zuid-Amerika en leven in de landen Colombia en Ecuador. De habitat bestaat uit vochtige tropische en subtropische berg- en laaglandbossen en op hoger gelegen graslanden.

## Beschermingsstatus
Door de internationale natuurbeschermingsorganisatie IUCN is aan alle soorten een beschermingsstatus toegewezen. Drie soorten worden beschouwd als 'onzeker' (Data Deficient of DD) en een soort als 'gevoelig' (Near Threatened of NT). De soort Saphenophis sneiderni ten slotte wordt gezien als 'bedreigd' (Endangered of EN).

## Soorten
Het geslacht omvat de volgende soorten, met de auteur en het verspreidingsgebied.
| Naam                      | Auteur                     | Verspreidingsgebied | Beschermingsstatus |
| ------------------------- | -------------------------- | ------------------- | ------------------ |
| Saphenophis antioquiensis | Dunn, 1943                 | Colombia            |                    |
| Saphenophis atahuallpae   | Steindachner, 1901         | Ecuador             |                    |
| Saphenophis boursieri     | Jan, 1867                  | Colombia, Ecuador   |                    |
| Saphenophis sneiderni     | Myers, 1973                | Colombia            |                    |
| Saphenophis tristriatus   | Rendahl & Vestergren, 1941 | Colombia            |                    |